# Isortoq
Isortoq é um assentamento no município de Sermersooq, na Gronelândia. Em 2010 tinha 93 habitantes. 

## População
A população de Isortoq diminuiu quase metade em relação a 1990 e um quarto em relação a 2000.